# Cornelius Smith Jr.
Cornelius Smith Jr. (San Diego, 18 marzo 1982) è un attore statunitense.

## Biografia
È sposato dal maggio 2018 con Lily Smith.

## Carriera
Fra il 2007 e il 2011 è Frankie Hubbard nella longeva soap opera La valle dei pini.
Dal 2015 fino alla fine della serie, interpreta il personaggio principale di Marcus Walker nella serie ABC Scandal. Nel 2022 è protagonista della miniserie di Apple TV Cinque giorni al Memorial.

## Filmografia

### Televisione
- La valle dei pini (All My Childen) - soap opera, 344 episodi (2007-2011)
- Scandal - serie TV, 57 episodi (2015-2018)
- Agents of S.H.I.E.L.D. - serie TV, episodio 2x15 (2015)
- Scandal: Gladiator Wanted - serie TV, 6 episodi (2017)
- Le regole del delitto perfetto (How to Get Away With Muder) - serie TV, episodio 4x13 (2018)
- Manhunt - serie TV, episodi 2x01-2x02 (2020)
- Self-Made: la vita di Madam C.J. Walker (Self Made: Inspired by the Life of Madam C.J. Walker) - serie TV, 2 episodi (2020)
- God Friended Me - serie TV, 4 episodi (2020)
- Cinque giorni al Memorial (Five Days at Memorial) - miniserie televisiva, 8 episodi (2022)

### Doppiaggio
- Detroit: Become Human - videogioco, voce dell'Androide di Carlos (2018)

## Doppiatori italiani
Nelle versioni in italiano delle opere in cui ha recitato, Cornelius Smith Jr. è stato doppiato da:
- Paolo De Santis in Scandal, Le regole del delitto perfetto
- Alessandro Ballico in Major Crimes
- Francesco Cavuoto in Self-Made: la vita di Madam C.J. Walker
- Stefano Dori in Cinque giorni al Memorial

Da doppiatore è stato sostituito da:
- Paolo De Santis in Detroit: Become Human